# Holwick
Holwick – wieś w Anglii, w hrabstwie Durham. Leży 41 km na południowy zachód od miasta Durham i 373 km na północ od Londynu.